# Nycerella sanguinea paradoxa
Nycerella sanguinea là một phân loài nhện trong họ Salticidae.
Loài này thuộc chi Nycerella. Nycerella sanguinea paradoxa được Elizabeth Maria Gifford Peckham & George William Peckham miêu tả năm 1896.